# 太川村
太川村（おおかわむら）は、かつて新潟県中蒲原郡にあった村。

## 沿革
- 1889年（明治22年）4月1日 - 町村制施行に伴い中蒲原郡太田村、川瀬村、五十嵐新田、赤海村が合併し、太川村が発足。
- 1901年（明治34年）11月1日 - 中蒲原郡五泉町、吉沢村と合併し、五泉町を新設して消滅。